# 포르툼

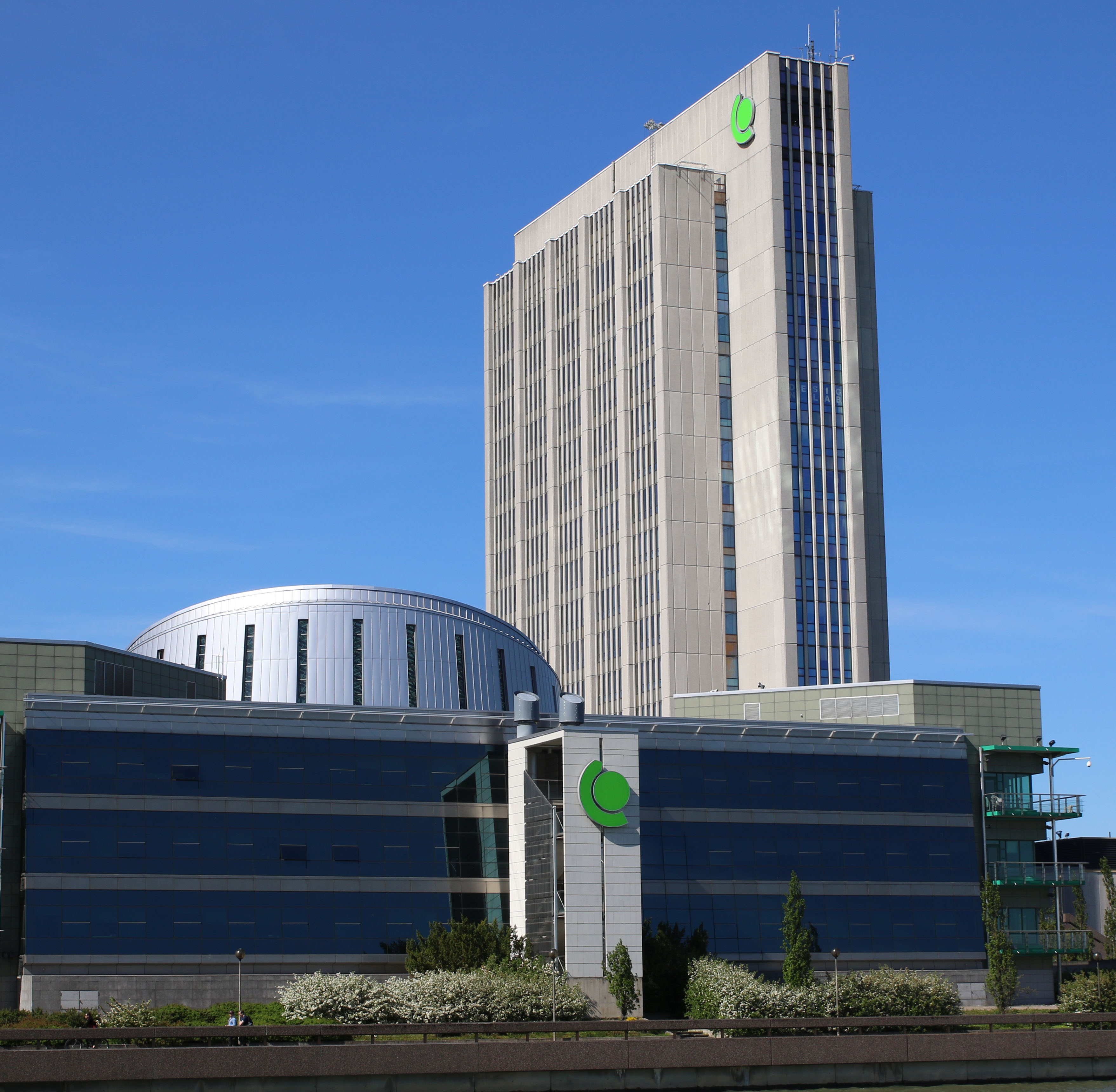

포르툼(핀란드어: Fortum)은 핀란드 에스포에 위치한 핀란드의 국유 에너지 기업이다. 핀란드뿐 아니라 독일과 중유럽의 기타 국가들, 영국, 노르딕 지역에도 집중한다. 포르툼은 열병합발전소를 포함한 발전소들을 운영하며 전기와 열을 생산하고 판매한다. 이 기업은 재활용, 재이용, 최종 폐기 솔루션, 환경 건축 서비스, 기타 에너지 관련 서비스와 제품들도 판매한다. 포르툼은 나스닥, 나스닥 헬싱키에 상장되어 있다.
2020년 포르툼은 핀란드에서 소득 면에서 최대 기업이었다.